# Rokiczanka
Rokiczanka – polski zespół muzyczny wykonujący muzykę folk i biesiadną, założony w 2001 roku, w miejscowości Rokitno koło Lubartowa.
Zespół wykonuje tradycyjne piosenki ludowe, nie tylko z regionu lubelskiego, ale z całej Polski. Aranżacje nadają muzyce nowocześniejsze niż w wykonaniu innych zespołów brzmienie. W ten sposób, ukazując muzykę ludową z nowej perspektywy próbują rozpropagować tradycje ludowe wśród szerszego grona odbiorców.
Repertuar zespołu jest tradycyjny, przekazywany z pokolenia na pokolenie. O dalsze jego przekazywanie dbają śpiewacy ludowi – pasjonaci. Natomiast o atrakcyjną dla szerokiego odbiorcy aranżację dbają zawodowi muzycy. Twórczym połączeniem tych nurtów zawiaduje pochodzący z Lublina Ireneusz Bachonko – muzyk, akordeonista, kierownik muzyczny grupy.

## Historia
Dopiero po 10 latach działalności, głównie koncertowej, zespół zdecydował się na wydanie w 2011 roku debiutanckiej płyty W moim ogródecku, zawierającej 9 utworów. Już ten debiutancki krążek został doceniony, był nominowany do tytułu Folkowej Płyty Roku w plebiscycie Wirtualne Gęśle. Z mało znanego, gminnego zespołu, Rokiczanka stała się grupą rozpoznawalną w kręgu polskiej muzyki ludowej.
Do zwiększenia się popularności zespołu przyczyniły się też profesjonalne teledyski, realizowane przez Damiana Bieńka oraz Piotra Smoleńskiego. Teledysk do utworu tytułowego debiutanckiego albumu, W moim ogródecku, został nominowany do nagrody Festiwalu Yach Film 2013 w kategorii najlepsze zdjęcia. Kolejny klip  realizowany przez Damiana Bieńka, nakręcony do utworu Lipka, został bardzo ciepło przyjęty przez internautów. Obydwa wyżej wymienione teledyski zrealizowano w skansenie Muzeum Wsi Lubelskiej w Lublinie. W roku 2016 powstała kolejna płyta Oj, zagraj mi muzyko! a do niej zrealizowane dwa barwne teledyski: Oj, zagraj mi muzyko! oraz Wyszłabym za dziada. Zespół ma w swoim dorobku popularną pastorałkę Pastorałka od serca do ucha (sł. Anna Zajączkowska, Ewa Muzyk: muz. Ireneusz Bachonko), do której powstał świąteczny teledysk. Drugi album zespołu zawiera 10 utworów.
Przy Rokiczance działa także dziecięco-młodzieżowa grupa wokalna Mała Rokiczanka, która również wydała płytę Muzyczne przygody.
Rokiczanka to w dużym stopniu zespół rodzinny (Wasakowie i Mazurkowie). Ponadto na płycie W moim ogródecku znalazł się cover utworu PZLPiT „Mazowsze” pt. To i hola śpiewany przez Agnieszkę Szczepanik. Główną wokalistką zespołu jest Paulina Wasak, która śpiewa partie solowe w utworach W moim ogródecku, Wyszłabym za dziada i Siwy gołąbeczek oraz wspólnie z Katarzyną Sternik śpiewa w utworze Lipka. Ponadto w chórku w utworze Oj zagraj mi muzyko. Utwór Siwy gołąbeczek w przeciwieństwie do pozostałych śpiewa tylko Paulina Wasak. W sierpniu 2016 roku Minister Kultury i Dziedzictwa Narodowego przyznał zespołowi Rokiczanka Odznakę Honorową „Zasłużony dla Kultury Polskiej”. Na płycie Oj zagraj mi muzyko znalazł się kolejny cover utworu PZLPiT „Mazowsze” pt. Wyszłabym za dziada. Utwór Rozmaryn zasiałam śpiewa tylko Katarzyna Sternik. Na koncertach zespół wykonuje również góralską piosenkę Gronicek z Beskidu Żywieckiego. Śpiewa ją Agnieszka Szych.

## Skład zespołu

### Wokaliści
- Elżbieta Grzywacz
- Agata Kowalak
- Anna Mazurek
- Elżbieta Mazurek
- Katarzyna Sternik
- Ewa Muzyk
- Agnieszka Szczepanik
- Małgorzata Wasak
- Paulina Wasak
- Teresa Wronisz
- Kamil Kuszplak
- Mikołaj Wasak
- Daniel Mazurek
- Maciej Gamoń
- Michał Koter
- Wojciech Leziak
- Paweł Jędrejek
- Agnieszka Szych
- Ewelina Ładziak

### Instrumentaliści
- Ireneusz Bachonko (akordeon, kierownik artystyczny)
- Łukasz Bogusz (akordeon)
- Paweł Gawroński (akordeon)
- Maksymilian Wosk (skrzypce)
- Anna Jodłowska-Resiak (skrzypce)
- Sławomir Mazurek (bęben, instrumenty perkusyjne)
- Krzysztof Pachla (klarnet)
- Damian Szymczak (klarnet)
- Franciszek Kmita (klarnet)
- Sebastian Fit (kontrabas)
- Stanisław Błach (kontrabas)
- Michał Kowalski (kontrabas)

## Dyskografia
- W moim ogródecku - Rokiczanka, LP, 2011
- Muzyczne przygody - Mała Rokiczanka, LP, 2014
- Oj, zagraj mi muzyko! - Rokiczanka, LP, 2016
- Hej kolęda! - Rokiczanka, LP, 2018 (album świąteczny)